# Selaginella subarborescens
Selaginella subarborescens är en mosslummerväxtart som beskrevs av William Jackson Hooker. Selaginella subarborescens ingår i släktet mosslumrar, och familjen mosslummerväxter. Inga underarter finns listade i Catalogue of Life.